# 박카스

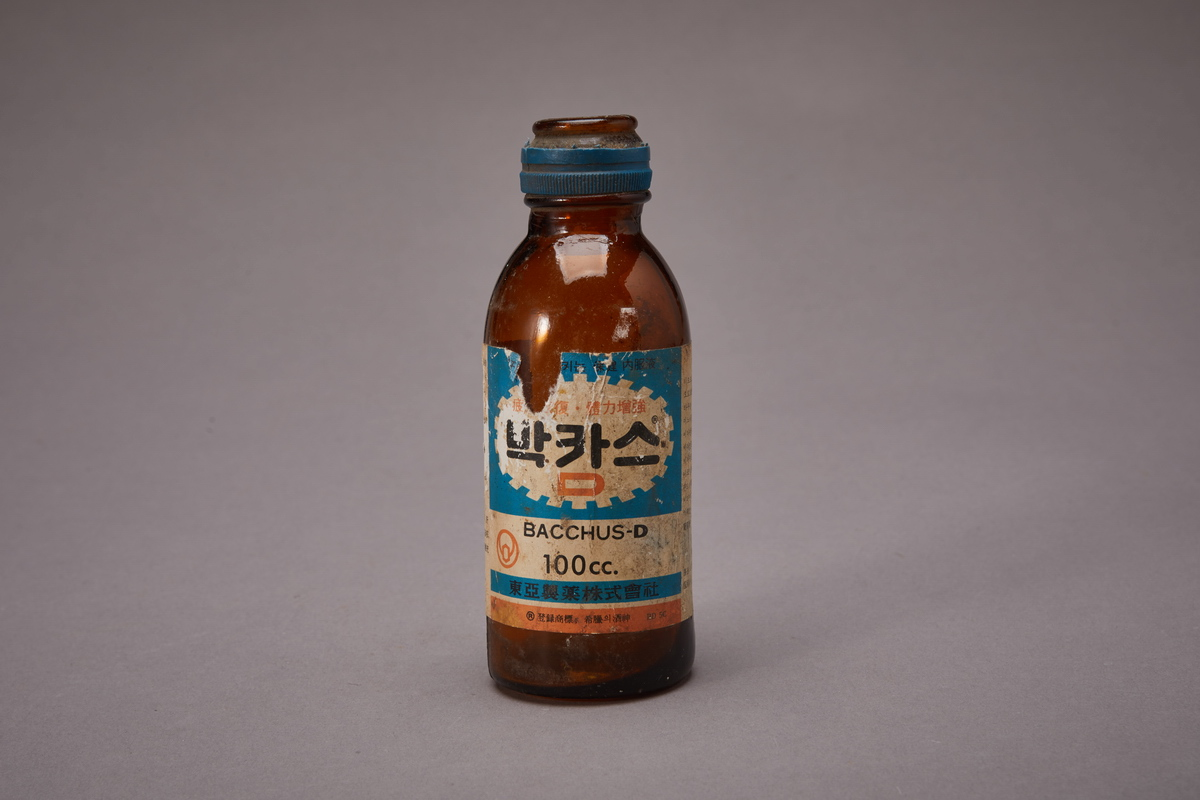
1970년대의 박카스

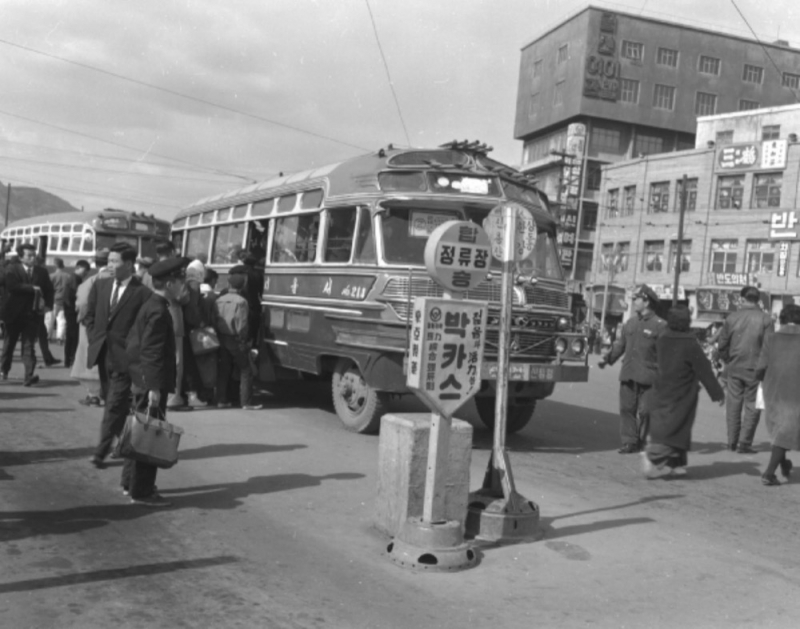
박카스 광고 - 1962년 서울 시내버스

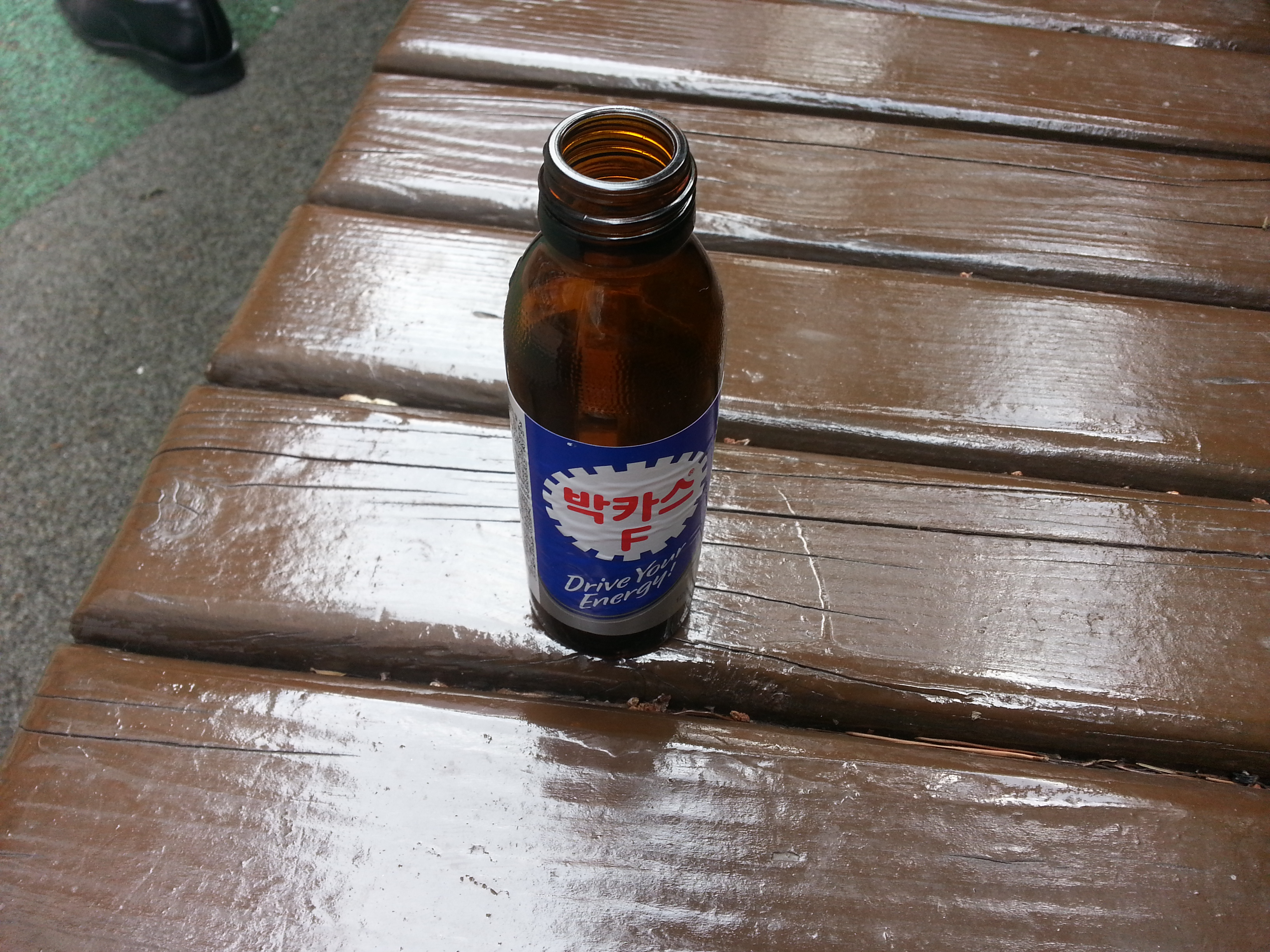
2014년의 박카스

박카스는 1961년부터 판매되고 있는 에너지 음료로 동아제약에서 제조한다.

## 같이 보기
- 동아제약
- 박카스디